# Uptown (Chicago)
Pour les articles homonymes, voir Uptown.

Situation d'Uptown dans la ville de Chicago

Uptown est l'un des 77 secteurs communautaires de la ville de Chicago aux États-Unis. Dans ce secteur du North Side de la ville se trouve le quartier de Little Vietnam où vit une population essentiellement d'origine vietnamienne, cambodgienne, thaïlandaise et laotienne mais des communautés philippines, indonésiennes et chinoises sont aussi présentes.
Historiquement, le secteur est surtout connu pour avoir abrité, entre 1907 et 1916, la  Société de production de cinéma d'Essanay dans laquelle de célèbres réalisateurs,  acteurs et actrices du muet se sont produits parmi lesquels Charlie Chaplin, Max Linder, Gilbert M. Anderson (alias « Broncho Billy ») et Sally Phipps, l'enfant artiste.

## Éducation
Établissements scolaires:
- Chicago Public Schools
- L'ancien campus du Lycée Français de Chicago[1],[2].